# Benvenuto in Germania!
Benvenuto in Germania! (Willkommen bei den Hartmanns) è un film del 2016 diretto da Simon Verhoeven.